# Негритюд
Негритюд е литературно и политическо течение, създадено в периода между двете световни войни, обединяващо чернокожи франкофонски поети и писатели като Еме Сезер, Леополд Седар Сенгор, Леон Гонтран Дамас, Ги Тиролиен, Бираго Диоп и Рьоне Депетср.
Авторите, свързани с Негритюда, се солидаризират с обща идентичност на чернокожите, чрез която се противопоставят на френския колониален расизъм. За тях, общото наследство на чернокожите наследници на африканската диаспора е най-ефективното средство за борба с френската политическа и културна хегемония и доминация. Те създават реалистичен литературен стил и формулират множество марксистки идеи в рамките на това течение.

## Влияния
Пред 1885 г., хаитиянският антрополог Антенор Фирмен публикува трактата „За равенството на човешките раси“ (на френски: De l'Égalité des Races Humaines), който се смята за предшестващ Негритюда. Трактатът е написан в противовес на труда на граф Артюр дьо Гобино „За неравенството на човешките раси“. Фирмен оказва силно влияние върху Жан Прис-Марс, основател на хаитиянската етнология и американския антрополог от 20 век Мелвил Херсковиц. 
Харлемският ренесанс, чиито център е Харлем, в града Ню Йорк, през 1920-те и 1930-те, има съществено влияние върху Негритюда.  Писатели, участващи в това движение, като Ленгстън Хюз и по-късни фигури като Ричард Райт, засягат в произведенията си теми като расизма. Подобни вдъхновения идвали и от Хаити, където културата на чернокожите била в разцвет в началото на 20 век, и което място е от особено значение за африканската диаспора, заради робската революция, поведена от Тусен Лувертюр през 1790-те. Сезер говори за Хаити като за „мястото, където Негритюда се изправи за пръв път“. От европейска страна, движението е било подкрепяно от сюрреалистите.

## Развитие през 20 век
През 1920-те и 1930-те години, група чернокожи студенти и представители на интелигенцията, произхождащи предимно от френските африкански колонии, започват редовни сбирки в Париж. Там сестрите Полет и Жан Нардал ги запознават с писателите от Харлемския Ренесанс. Сестрите Нардал, притежаващи салон в Кламар, притегателен център за френската чернокожа интелигенция, имат съществен принос в Негритюда и може да се смята че именно там е поставено началото на движението. В кламарския салон Полет Нардал и Лео Сажу полагат основите на La revue du Monde Noir (1931 – 32), литературно списание, излизащо на френски и на английски език, и целящо да е трибуна на разрасващото се общество на африкански и карибски интелектуалци в Париж. Харлемските корени се споделят и от негрисмо, испаноезично движение в карибския басейн с подобни цели, което оказва влияние и бива на свой ред повлияно от Негритюда.
Тримата бащи на Негритюда, смятани за основатели на движението, произхождат от различни френски колонии в Африка и на Карибите, и се срещат в Париж през 1930-те години.
Еме Сезер е поет, драматург и политик от Мартиника. Следва в Париж, където открива общността на чернокожите и така „преоткрива Африка“. За него Негритюда се състои в това човек да е чернокож, да приема този факт, и да оценява историята, културата и да споделя съдбата на чернокожите. Настоява за припознаване, от страна на чернокожите, на общата колониална история на всички чернокожи – търговията с роби и робския труд в плантациите. На идеологията на Сезер се основават ранните години на Негритюда.
Названието негритюд е използвано за пръв път през 1935 г. от Еме Сезер, в третото издание на L'Étudiant noir, списание, което той основава в Париж с група студенти, между които Леополд Сенгор и Леон Дамас, както и Жилбер Гратиан, Леонар Сенвил и Полет Нардал. В L'Étudiant noir излиза и първото публикувано произведение на Сезер – Negreries, в което той се противопоставя на дезавуирането на асимилацията като стратегия за съпротива и също така присвоява думата негър, като я употребява изключително в положителен смисъл, противопоставяйки се на обичайната ѝ пейоративна употреба. Нарочно и с гордост Сезер включва обидната дума в наименованието на основаното от него течение.
Въпречи че всеки един от бащите на течението е имал своите идеи за целта и стила на Негритюда, движението като цяло се характеризира като противопоставящо се на колониализма, разобличаващо дефицита на хуманност в Европа и като отхвърлящо западната културна хегемония и идеи. От особена важност е било и приемането и гордостта от черния цвят на кожата и уповаването на африканската история, традиции и вярвания. Стилът на Негритюда е реалистки и в неговите среди са високо ценени и оказвали влияние марксистките идеи.
Нито Сезер, който завръщайки се в Мартиника става кмет на Фор дьо Франс и представител на Мартиника във френския парламент, нито Сенгор, който се заема с политика в Сенегал, не настояват за политическа независимост от Франция. Негритюдът, според Сенгор, цели да позволи на чернокожите, под френско управление, да „седят на една маса и да бъдат равни [на французите]“. Във Франция, обаче, взимат връх по-различни идеи, и в крайна сметка Франция дава на Сенегал и на другите си колонии независимост.
Поет и по-късно първи президент на Сенегал, Сенгор вижда в Негритюда средство за подхранване на всеобщо чувство на себеуважение сред африканските народи. Той се застъпва за нов прочит и почитане на традиционните африкански обичаи. Тази интерпретация на Негритюда е най-обичайната, особено за късните му години.
Дамас е гвиански поет и член на Националната асамблея на Франция. Наричан е l'enfant terrible на Негритюда. С борбен стил защитава „качествата на чернокожите“ и отхвърля помирение със запада.

## Възприемане в обществото
През 1948, Жан-Пол Сартр анализира Негритюда в своето есе „Чернокожият Орфей“, което е отпечатано като въведение на сборник с франкофонска поезия, наречен Антология на новата негърска и мадагаскарска поезия, със съставител Леополд Сенгор. В това есе, Сартр описва Негритюда като пълната противоположност на колониалния расизъм, която противоположност разглежда като хегелианска диалектика. Трудът на Сартр спомага за запознаването на множество френски интелектуалци с Негритюда. Според виждания му, Негритюда е „антирасистки расизъм“, необходим за постигане на крайната цел за расово единство.
Негритюдът е критикуван от някои чернокожи писатели от 1960-те като недостатъчно борбен. Кеорапце Кгосициле критикува използването на наименование, което се основава на израз от естетиката на белокожите и че не спомага за въвеждането на нов вид светоусещане сред чернокожите, което да освободи чернокожите и тяхното изкуство от естетизма на белокожите.